# Anacroneuria toriba
Anacroneuria toriba is een steenvlieg uit de familie borstelsteenvliegen (Perlidae). De wetenschappelijke naam van de soort is voor het eerst geldig gepubliceerd in 2002 door Froehlich.